# Stibiel
Stibiel je priimek več znanih Slovencev:
- Ivan Stibiel (1821—1869), rimskokatoliški duhovnik, misijonar med izseljenci v ZDA
- Janko Stibiel-Vukasović (1851—1923), častnik
- Jožef Stibiel (1784—1848), rimskokatoliški duhovnik, šolnik in homilet